# King Von
Dayvon Daquan Bennett (n. 9 august 1994, Chicago, Illinois, SUA – d. 6 noiembrie 2020, Atlanta, Georgia, SUA) cunoscut profesional ca și King Von, a fost un rapper american din Chicago, Illinois, SUA. El a semnat cu casa de discuri a lui Lil Durk, Only The Family și Empire Distribution.

## Tinerețe
King Von s-a născut în Chicago pe 9 august 1994. El și-a petrecut cea mai mare parte a vieții sale în ansamblul rezidențial Parkway Gardens, cunoscut și sub denumirea de „O'Block” situat la colțul străzii 64 și Martin Luther King Drive, în partea de sud a orașului Chicago. A copilărit cu mulți rapperi la momentul acela, precum L'A Capone și Chief Keef șamd, cu toții fiind vecini în Parkway Gardens. Era cunoscut pentru porecla sa de „Grandson”, care se referă la David Barksdale, fondatorul grupării Black Disciples din care se presupune că a fost membru. El a primit numele în închisoare atunci când mulți oameni care l-au cunoscut pe David au spus că le-a amintit de fondatorul grupării Black Disciples în modul în care acționa pe stradă, precum și comportamentul său general.
La 16 ani, Von a intrat la închisoare pentru prima dată. Acesta ar fi doar începutul unui lung curs de probleme legale pentru rapper. În 2014, a fost acuzat că a împușcat și ucis o persoană și a rănit pe alta. După ce și-a dovedit nevinovăția, King Von a început să cânte, colaborând cu Lil Durk, care l-a semnat la casa sa de discuri OTF (Only The Family) Entertainment & EMPIRE.

## Carieră
După ce Lil Durk, l-a acceptat pe King Von la casa sa de discuri, a lansat single-ul lui Von din 2018, „Crazy Story”, care rămâne cel mai popular cântec al său și cel mai popular single al acestuia. În mai 2019, a fost lansat „Crazy Story 2.0” cu Lil Durk, iar un videoclip muzical ulterior a fost lansat pe 20 mai a acelei luni și a ajuns la numărul patru în topul Bubbling Under Hot 100. Pe 13 septembrie 2019 a fost lansată a treia versiune a single-ului numit „Crazy Story Pt. 3”.
Pe 9 iulie 2019, Lil Durk și King Von au lansat single-ul lor colaborativ „Like That”. Pe 2 septembrie 2019, Von și-a lansat single-ul "What It's Like", single-ul va apărea pe viitorul său album Grandson, Vol. 1. Pe 19 septembrie 2019, Von a lansat albumul său de debut cu 15 piese, „Grandson, Vol. 1”, cu Lil Durk pe câteva piese. Albumul a debutat pe locul 75 pe Billboard 200 și 27 pe Hip Hop / R&B Songs Airplay. Pe 16 noiembrie 2019, Von și-a lansat single-ul „2 A.M”. Pe 29 noiembrie 2019, Von și-a lansat single-ul "Rolling" cu YNW Melly însoțit de un videoclip pentru melodie.
Pe 21 februarie 2020, Von a lansat „Took Her To The O”, una dintre cele mai populare melodii ale sale până în prezent. El a urmat acest lucru cu un alt album, „LeVon James”, lansat pe 6 martie 2020. Pe acest album cântau artiști precum NLE Choppa, Polo G, Tee Grizzley, G Herbo, Lil Durk și YNW Melly, precum și alții.
Pe 29 aprilie 2020, King Von și-a lansat single-ul „Grandson for President”, care a avut, de asemenea, un succes bun. El a lansat pe urmă videoclipul muzical pentru „Broke Opps”, un cântec de pe „LeVon James”. Apoi a lansat un alt single, intitulat „Why He Told” pe 27 iulie 2020 și a mai lansat un alt single popular, „All These Niggas„ ,care are peste 21 de milioane de vizualizări pe YouTube iar peste 2 luni. a lansat un alt single, intitulat „How It Go”, pe 26 august 2020. Pe 9 octombrie 2020, King Von a lansat „I Am What I Am”, cu rapperul din New York, Fivio Foreign. Această lansare a fost în așteptarea noului său album „Welcome To O'Block”.

## Probleme legale
În adolescență, Bennett a fost iubit de mai multe ori și ar fi petrecut câțiva ani în închisoare înainte de a se apuca de rap în 2018.
La 21 noiembrie 2012, Bennett a fost arestat și deținut în închisoarea din districtul Cook pentru posesia ilegală a unei arme de foc.
Pe 24 iulie 2014, Von a fost arestat în legătură cu o altercație din mai 2014, care a dus la moartea mai multor bărbați și rănirea altor doi. Von a fost acuzat de crimă și 2 acuzații de tentativă de crimă. Incidentul a avut loc pe strada 5700 South Lasalle din Englewood, Chicago. După ce martorii nu au reușit să depună mărturie, King Von a scăpat de toate acuzațiile și a ieșit în libertate la sfârșitul anului 2017. Lil Durk a spus într-un interviu cu Von la Breakfast Club că l-a presat pe Von pentru a deveni rapper pentru a nu mai avea probleme.
În iunie 2019, King Von și Lil Durk, au fost arestați în legătură cu o altercație din Atlanta. Von l-a apărat pe Durk și cei doi rapperi implicați care au apărut în fața unui judecător într-o sală de judecată din districtul Fulton pentru o audiere. Procurorii au susținut că cei doi bărbați au jefuit și împușcat un bărbat în fața unui drive-in popular din Atlanta, la data de 5 februarie 2019. Din cauza procesului în curs, King Von și Lil Durk nu au avut voie să fie unul cu celălalt.

## Moarte
La 6 noiembrie 2020, Bennett a fost împușcat într-un club din centrul orașului Atlanta, lăsându-l în stare critică după ce a intrat într-o altercație cu anturajul rapper-ului Quando Rondo. Bennett a fost ulterior declarat mort din cauza rănilor sale mai târziu în aceeași zi. Principalul suspect în moartea lui Von este Timothy Leeks (Lul Tim).

## Discografie

### Albume de studio
| Titlu                    | Detalii | Cea mai bună poziție | Cea mai bună poziție | Cea mai bună poziție |
| Titlu                    | Detalii | SUA                  | SUA R&B/HH           | SUA Indie            |
| ------------------------ | --- | -------------------- | -------------------- | -------------------- |
| Grandson, Vol. 1         | - Lansat: 20 septembrie 2019 - Casă de discuri: Only the Family, Empire - Format: LP, download digital, stream | 75                   | 37                   | 43                   |
| Levon James              | - Lansat: March 6, 2020 - Casă de discuri: Only the Family, Empire - Format: Download digital, stream          | 63                   | 36                   | 10                   |
| Welcome to O'Block       | - Lansat: October 30, 2020 - Casă de discuri: Only the Family, Empire - Format: Download digital, stream       | 5                    | 3                    | 1                    |
| What it Means to Be King | - Lansat: March 4, 2022 - Casă de discuri: Only the Family, Empire - Format: Download digital, stream          | 2                    | 1                    | 2                    |
| Grandson The Album       | - Lansat: July 14, 2023 - Casă de discuri: Only the Family, Empire - Format: Download digital, stream          | -                    | -                    | -                    |